# دوبری دو (کورشوملییا)
دوبری دو (به صربی: Dobri Do) یک منطقهٔ مسکونی در صربستان است که در کورشوملیا واقع شده‌است. دوبری دو ۱۰۹ نفر جمعیت دارد.